# Arthur Byron
Arthur Byron (ur. 3 kwietnia 1872 w Brooklynie, zm. 17 lipca 1943 w Hollywood) – amerykański aktor filmowy i teatralny. Często mylony z innym aktorem, Arthurem S. Byronem. Bardzo często grał role profesorów, lekarzy, polityków, czy innych szacownych dżentelmenów.

## Życiorys
Na scenie zadebiutował w wieku 17 lat w towarzystwie swojego ojca – Oliviera Douda Byrona. Podczas osiemnastoletniej kariery zagrał ponad trzysta ról w ponad dziesięciu tysiącach występów.
W 1938 r. członek założyciel Actors' Equity Association (związku zawodowego aktorów teatralnych), został również wybrany prezydentem tego stowarzyszenia.

## Wybrana filmografia
- 1932: Sing Sing jako Paul Long
- 1932: Mumia jako sir Joseph Whemple
- 1933: Na fali wspomnień
- 1933: College Coach jako Dr Phillip Sargent
- 1934: Dom Rotszyldów jako sir Francis Baring
- 1935: Całe miasto o tym mówi jako prokurator okręgowy Spencer
- 1936: Więzień na wyspie rekinów jako pan Erickson
- 1937: Więzień królewski jako Zapt (sceny wycięte)